# 弗里德里希·莫斯
卡尔·弗里德里希·克里斯蒂安·莫斯（德語：Carl Friedrich Christian Mohs，1773年1月29日—1839年9月29日），德国地质学家、矿物学家。其最著名的成就是提出了莫氏硬度。

## 生平
莫斯生于德国小城盖恩罗德。青年时代，他曾在哈雷-维滕贝格大学学习化学、数学、物理，并曾在弗莱贝格的矿业学院学习。1802年，摩尔前往奥地利，为一个银行家的私人矿石收藏做鉴定工作。

### 莫氏硬度

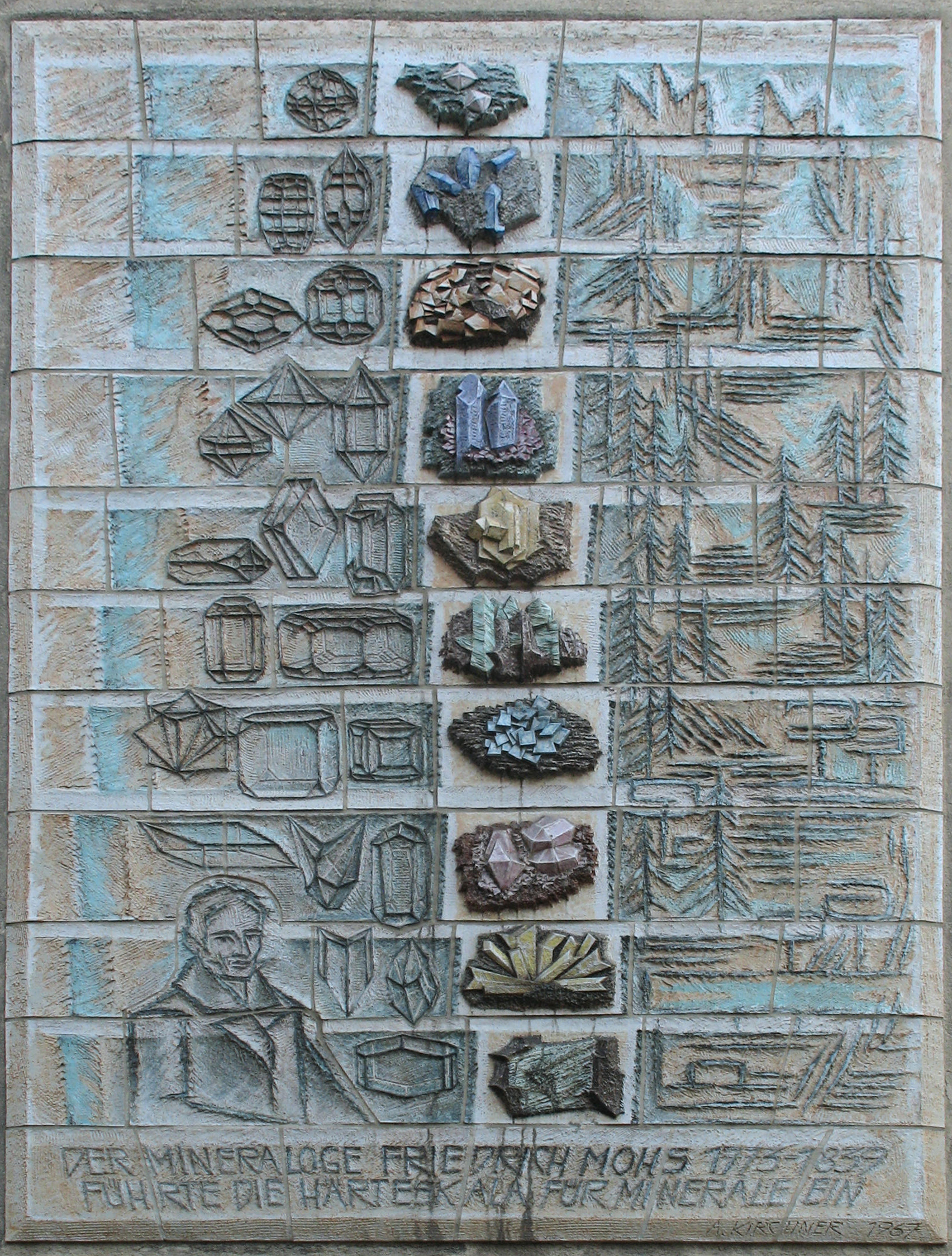
维也纳的莫氏硬度纪念牌

在莫斯的时代，矿石的分类主要依据其物理性质，而不是化学组成。泰奥弗拉斯托斯、老普林尼等古代科学家即已比较过当时已知矿物的相对硬度，并发现钻石可以在石英上刻划出痕迹，因而钻石比石英硬度更高。这些发现成为莫斯制定莫氏硬度的基础。时至今日，尽管矿石一般按照化学成分分类，其莫氏硬度等物理特性仍然在野外调查中广泛使用。